# Topanga Canyon
Topanga Canyon é um cânion localizado em Topanga, uma área montanhosa no oeste do Condado de Los Angeles, Califórnia, Estados Unidos.
Localizado nas Montanhas Santa Mônica, engloba partes do Parque Estadual de Topanga e da Área de Recreação Nacional das Montanhas Santa Mônica.